# Charles Barrington (5e baronnet)
Charles Barrington, 5e baronnet (ca 1671 - 29 janvier 1715 est un homme politique conservateur anglais.

## Biographie
Il est le deuxième fils de Thomas Barrington et son épouse, Anne Rich, fille de Robert Rich (3e comte de Warwick). Son père est le premier fils de John Barrington (3e baronnet), mais est décédé avant John. Il fait ses études à la Felsted School. Il succède comme baronnet à son frère aîné John, décédé de la variole à l'âge de 21 ans seulement, en 1691.
Il entre à la Chambre des communes anglaise en 1694, siégeant pour l'Essex jusqu'en 1705. Il représente de nouveau la circonscription au Parlement de Grande-Bretagne de 1713 jusqu'à sa mort deux ans plus tard. En 1702, il est nommé vice-amiral d'Essex, poste qu'il occupa jusqu'en 1705, puis de 1712 pour deux ans. Il était un citoyen de Maldon et a été échevin et bailli de la ville.
Le 20 avril 1693, il épouse Bridget Monson, fille de John Monson (2e baronnet), à l'église Sainte-Bride de Londres. Elle est décédée en 1699 et Barrington se remarie avec Hon. Anna Marie FitzWilliam, fille de William Fitzwilliam (1er comte Fitzwilliam) le 23 mai 1700. Il est mort sans enfant et est remplacé comme baronnet par son cousin John Shales, qui change son nom de famille en Barrington en recevant l'héritage. Barrington est enterré à Hatfield Broad Oak dans l’Essex.